# Bang! (píseň)
Bang! je píseň české rockové skupiny Kabát, kterou složili Ota Váňa a Milan Špalek. Jedná se o první píseň z alba Do pekla/do nebe. V roce 2015 ji skupina hrála jako tzv. „otvírák“ koncertů open-air turné.

## Obsazení
Kabát
- Josef Vojtek – zpěv
- Milan Špalek – baskytara, doprovodný zpěv
- Ota Váňa – kytara, doprovodný zpěvák
- Tomáš Krulich – kytara, doprovodný zpěv
- Radek Hurčík – bicí, doprovodný zpěv